# St. Rose (Louisiana)
St. Rose is een plaats (census-designated place) in de Amerikaanse staat Louisiana, en valt bestuurlijk gezien onder St. Charles Parish.

## Demografie
Bij de volkstelling in 2000 werd het aantal inwoners vastgesteld op 6540.

## Geografie
Volgens het United States Census Bureau beslaat de plaats een oppervlakte van
13,1 km², waarvan 10,5 km² land en 2,6 km² water.

## Plaatsen in de nabije omgeving
De onderstaande figuur toont nabijgelegen plaatsen in een straal van 12 km rond St. Rose.